# Pylopagurus rosaceus
Pylopagurus rosaceus är en kräftdjursart. Pylopagurus rosaceus ingår i släktet Pylopagurus och familjen eremitkräftor. Inga underarter finns listade i Catalogue of Life.